# Mubarak Pur Dabas
Mubarak Pur Dabas es una ciudad censal situada en el distrito de Delhi noroeste,  en el territorio de la capital nacional,  Delhi (India). Su población es de 12043 habitantes (2011). 

## Demografía
Según el censo de 2011 la población de Mubarak Pur Dabas era de 12043 habitantes, de los cuales 6441 eran hombres y 5602 eran mujeres. Mubarak Pur Dabas tiene una tasa media de alfabetización del 81,64%, inferior a la media estatal del 86,21%: la alfabetización masculina es del 88,73%, y la alfabetización femenina del 73,48%.